# Leica I
Leica IA (Leica I Mod.A) je bil maloformatni skalirni fotoaparat z neizmenljivim objektivom, ki ga je izdelalo nemško podjetje Leica Camera leta 1925, tedaj še pod imenom lastnika Ernst Leitz GmbH. Prvi serijski model iz družine fotoaparatov Leica, ki je šel v prodajo, je načrtoval Oskar Barnack. Fotoaparat je bil predhodnik fotoaparatov z navojnim okovom objektiva (Leica II, Leica III in Leica Standard). 
V prvi dobavi 147-ih fotoaparatov so imeli fotoaparati anastigmatske objektive Leitz Anastigmat f3,5/50mm. V naslednji dobavi 1000 fotoapartov, izdelanih istega leta, so bili vgrajeni objektivi Elmax Maxa Bereka z zaslonko f3,5 in goriščno razdaljo 50 mm - Ernst Leitz Max Berek. V najbolj priljubljeni tretji izdaji so bili vgrajeni objektivi Leitz Elmar f3,5/50mm. Te fotoaparate so izdelovali od leta 1926 do 1936. Druga redka različica je imela objektive Hektor. Med letoma 1930 in 1931 so izdelali le 1330 teh fotoaparatov.
Poskusno prototipno predserijo »Null-Serie« (Leica 0) petindvajsetih fotoaparatov so izdelali v letu 1923. Ohranjenih je 12 takšnih primerkov. 12. maja 2012 so pri dunajski avkcijski hiši WestLicht Photographica Auction na svoji 21. avkciji prodali eno od Leic 0 z objektivom Leitz Anastigmat f3,5/50mm za rekordnih 2,16 milijona €. Leta 1924 se je podjetje odločilo, da bo izdelalo maloformatni fotoaparat z iskalom (Ur-Leica), ki ga je leta 1913 skonstruiral Barnack. Izdelana sta bila dva ali trije fotoaparati Ur-Leica, kot jih je imenoval Barnack. Nov fotoaparat Leica so predstavili na jesenskem sejmu (Früjahrsmesse) v Leipzigu leta 1925. Leta 1930 so Leico I predelali za možnost vstavljanja izmenljivih objektivov z navojnim okovom M39 × 1 (Leica IC).
Leica I je imela goriščno zavesno-letveno zaslonko iz blaga in dvakrat povečano razmerje kadra 24 × 36 mm. Njeno ohišje je bilo kovinsko. Obseg hitrosti zaklopa osvetlitve je znašal od 1/20 do 1/500 s, možen pa je bil dolgočasovni ročni zaklop В (Z).
- Ur-Leica iz leta 1913.
- Replika Ur-Leice, razstavljena v Fotografskem muzeju v Veveyu
- Sodobna replika Leice 0.